# カルチナーテ
カルチナーテ（伊: Calcinate  ( 音声ファイル)）は、イタリア共和国ロンバルディア州ベルガモ県にある、人口約5,900人の基礎自治体（コムーネ）。

## 地理

### 位置・広がり
ベルガモ県南東部のコムーネ。県都ベルガモから南東へ12km、州都ミラノから東北東へ51kmの距離にある。

#### 隣接コムーネ
隣接するコムーネは以下の通り。
- バニャーティカ
- ボルガレ
- カヴェルナーゴ
- コスタ・ディ・メッツァーテ
- ギザルバ
- モルニーコ・アル・セーリオ
- パロスコ
- セリアーテ

### 地震分類
イタリアの地震リスク階級 (it) では、3 に分類される
。